# زنى

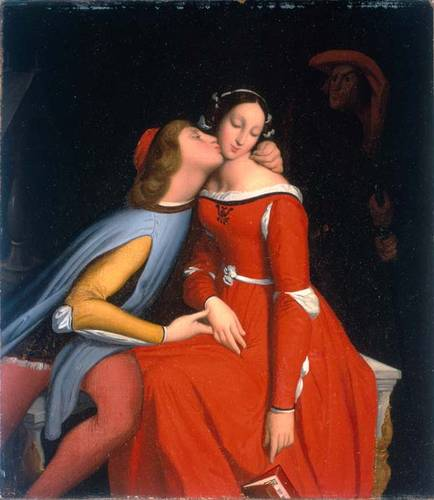

الزنا أو الفحشاء هو مصطلح يشير إلى إقامة علاقة جنسية بين شخصين بدون زواج، ويعتبر الزنا في عدة أديان فعلًا محرمًا وغير أخلاقي ولا ديني، لكن ممارسة الزنا تتفاوت أهميتها ما بين الثقافات والمجتمعات..

## حكم الزنا في الإسلام
يحرم الإسلام الجنس خارج الزواج وكذلك الجنس بدون زواج أو الجنس بين المخطوبين (دون عقد زواج)، وتوجب الشريعة الإسلامية إقامة حد الزنا على من يرتكبون هذه الأفعال، ولا تحل العلاقة الجنسية إلا بالزواج الشرعي، أو بملك اليمين، وهي علاقة الرجل مع أمته أي: جاريته التي يملكها بملك اليمين، وهذا عند وجود العبودية، قال الله تعالى: ﴿وَإِنْ خِفْتُمْ أَلَّا تُقْسِطُوا فِي الْيَتَامَى فَانْكِحُوا مَا طَابَ لَكُمْ مِنَ النِّسَاءِ مَثْنَى وَثُلَاثَ وَرُبَاعَ فَإِنْ خِفْتُمْ أَلَّا تَعْدِلُوا فَوَاحِدَةً أَوْ مَا مَلَكَتْ أَيْمَانُكُمْ ذَلِكَ أَدْنَى أَلَّا تَعُولُوا ۝٣﴾ [النساء:3]، فالعلاقة المشروعة بالزواج من حرة، وبملك اليمين، ولا يجوز للحر الزواج من أمة غيره بالعقد إلا بشروط منها: عدم قدرته على دفع صداق حرة، وخشية الوقوع في الزنا، وأن تكون الأمة مؤمنة، ويدل على هذا قول الله تعالى في سورة النساء الآية 25: ﴿وَمَنْ لَمْ يَسْتَطِعْ مِنْكُمْ طَوْلًا أَنْ يَنْكِحَ الْمُحْصَنَاتِ الْمُؤْمِنَاتِ فَمِنْ مَا مَلَكَتْ أَيْمَانُكُمْ مِنْ فَتَيَاتِكُمُ الْمُؤْمِنَاتِ وَاللَّهُ أَعْلَمُ بِإِيمَانِكُمْ بَعْضُكُمْ مِنْ بَعْضٍ فَانْكِحُوهُنَّ بِإِذْنِ أَهْلِهِنَّ وَآتُوهُنَّ أُجُورَهُنَّ بِالْمَعْرُوفِ مُحْصَنَاتٍ غَيْرَ مُسَافِحَاتٍ وَلَا مُتَّخِذَاتِ أَخْدَانٍ فَإِذَا أُحْصِنَّ فَإِنْ أَتَيْنَ بِفَاحِشَةٍ فَعَلَيْهِنَّ نِصْفُ مَا عَلَى الْمُحْصَنَاتِ مِنَ الْعَذَابِ ذَلِكَ لِمَنْ خَشِيَ الْعَنَتَ مِنْكُمْ وَأَنْ تَصْبِرُوا خَيْرٌ لَكُمْ وَاللَّهُ غَفُورٌ رَحِيمٌ ۝٢٥﴾ [النساء:25]، ويقول القرآن في سورة النور: ﴿الزَّانِيَةُ وَالزَّانِي فَاجْلِدُوا كُلَّ وَاحِدٍ مِنْهُمَا مِائَةَ جَلْدَةٍ وَلَا تَأْخُذْكُمْ بِهِمَا رَأْفَةٌ فِي دِينِ اللَّهِ إِنْ كُنْتُمْ تُؤْمِنُونَ بِاللَّهِ وَالْيَوْمِ الْآخِرِ وَلْيَشْهَدْ عَذَابَهُمَا طَائِفَةٌ مِنَ الْمُؤْمِنِينَ ۝٢﴾ [النور:2]
هناك عدة دول إسلامية تجرم الزنا أو الجنس خارج الزواج ومنها المملكة العربية السعودية وباكستان والكويت وأفغانستان وإيران والسودان وهناك دول تمنعها في بعض الأقاليم تمامًا، بينما هناك دول أخرى مثل مصر والعراق وسوريا تجرم الزنا في حالة إذا كان الشخص متزوجًا فقط.

## حكم الزنا في المسيحية
يعتبر الزنا محرمًا في المسيحية، حيث يوصي القديس بولس الرسول برفض الزنا في (كورنثوس الأولى 6: العدد 9) حيث ذكر أن الزُّناة لن يدخلوا ملكوت الله، وفي غلاطية 5:19 (وَأَعْمَالُ الْجَسَدِ ظَاهِرَةٌ، الَّتِي هِيَ: زِنًا عَهَارَةٌ نَجَاسَةٌ دَعَارَةٌ) وفي كورنثوس الأول 7: العدد 2 (ولكن لسبب الزنا، ليكن لكل واحد امرأته، وليكن لكل واحدة رجلها) وفي مجمع أورشليم تم الإقرار بمنع الزنا.
الزنى ممنوع منعا باتا في المسيحية ونقصد بالزنا ممارسة الجنس خارج الزواج.. هكذا يقلب الزنا النظام الذي رتبه الله، وهو خطر شديد على سعادة الزوجين والأسرة معًا.. ويبيد ما أعده الله من السعادة لهما ولأولادهما، ويفسد النموذج المبارك الذي وضعه الرب في الجنة عندما خلق حواء لآدم.
يقول الإنجيل: «وَأَمَّا الزِّنَا وَكُلُّ نَجَاسَةٍ أَوْ طَمَعٍ فَلاَ يُسَمَّ بَأْنَكُمْ كَمَا يَلِيقُ بِقِدِّيسِينَ.. فَإِنَّكُمْ تَعْلَمُونَ هذَا أَنَّ كُلَّ زَانٍ أَوْ نَجِسٍ أَوْ طَمَّاعٍ.. لَيْسَ لَهُ مِيرَاثٌ فِي مَلَكُوتِ الْمَسِيحِ وَاللّٰهِ. لَا يَغُرَّكُمْ أَحَدٌ بِكَلاَمٍ بَاطِل، لأَنَّهُ بِسَبَبِ هذِهِ الأُمُورِ يَأْتِي غَضَبُ اللهِ عَلَى أَبْنَاءِ الْمَعْصِيَةِ. فَلاَ تَكُونُوا شُرَكَاءَهُمْ»(رسالة بولس الرسول إلى أهل أفسس 5: 3-7). ويقول أيضًا: «اُهْرُبُوا مِنَ الزِّنَى. كُلُّ خَطِيَّةٍ يَفْعَلُهَا الإِنْسَانُ هِيَ خَارِجَةٌ عَنِ الْجَسَدِ، لكِنَّ الَّذِي يَزْنِي يُخْطِئُ إِلَى جَسَدِهِ» (رسالة بولس الرسول الأولى إلى أهل كورنثوس 6: 18).

### المسيحية والجنس خارج الزواج
لا يزال هناك جدال بين المسيحيين في الغرب إذا ما كان الجنس بين شخصين لم يتزوجا أبدًا أو شخصين مخطوبين أو لهما علاقة حب زنا أم لا، ويجادلون بأن الكتاب المقدس لم يرفض إقامة العلاقات الجنسية بين المخطوبين، كان هناك ثيولوجي واحد من العصور الوسطى وهو الراهب الإنجليزي جون باكونثورب، حيث قال بأن عدم إقامة العلاقات الجنسية بين المخطوبين يدعو للاستغراب، وأنه يدعو للمناقشة، بينما رفضهُ أغلب الثيولوجيين ورجال الدين، فيما هناك الكثير من المسيحيين في الدول الغربية لا يمانعون إقامة العلاقات الجنسية قبل الزواج أو بدون زواج.[بحاجة لمصدر]

## حكم الزنا في اليهودية
مذكور في التوارة وصية لَا تَزْنِ الواردة في سفر الخروج 20 آية 14. ومذكور أيضا العديد من الآيات عن الزنا هنا بعض منها:
- وَإِذَا زَنَى رَجُلٌ مَعَ ٱمْرَأَةٍ، فَإِذَا زَنَى مَعَ ٱمْرَأَةِ قَرِيبَة، فَإِنَّهُ يُقْتَلُ ٱلزَّانِي وَٱلزَّانِيَةُ. (سفر اللاويين 20، آية 10)
- لَا يَدْخُلِ ٱبْنُ زِنًى فِي جَمَاعَةِ ٱلرَّبِّ. حَتَّى ٱلْجِيلِ ٱلْعَاشِرِ لَا يَدْخُلْ مِنْهُ أَحَدٌ فِي جَمَاعَةِ ٱلرَّبِّ. (سفر التثنية 23، آية 2)

## حكم الزنا في الأديان الأخرى
هناك أديان أخرى تدين الزنا، فالهندوسية تدين الزنا، لكن هناك بعض الطوائف لا تعتبره خطيئة. وفي البوذية أيضاً تحرم الزنا، وتعتبره فعلًا سيئًا مثل القتل والسرقة والكذب.